# Brak (film)
Brak (Engelse titel: Fallow) is een Belgische sciencefictionfilm uit 2015 onder regie van Laurent Van Lancker gedeeltelijk gebaseerd op het boek De ontelbaren van Elvis Peeters. De film ging in première op 18 oktober op het Film Fest Gent.

## Verhaal
In de nabije toekomst is in Noord-Europa het socio-economisch systeem uiteengevallen. De inwoners van Noord-Europa zijn verplicht om te emigreren meer naar het noorden in de hoop daar een betere toekomst te vinden. Lucas is een van hen. Hij komt aan in een verloederd dorp aan de zee gelegen waar hij op zoek gaat naar een boot om mogelijk een  overtocht te ondernemen. Het dorp is bewoond door een bont allegaartje van migranten. Daar ontmoet hij Amina, een doofstom meisje dat zich prostitueert om te kunnen overleven. Deze ontmoeting stelt hem voor een dilemma, verder reizen of daar blijven en een relatie met Amina aangaan.

## Rolverdeling
| Acteur           | Personage      |
| ---------------- | -------------- |
| Aurora Marion    | Amina          |
| Tibo Vandenborre | Lucas          |
| Sam Louwyck      | Zwerver        |
| Willy Thomas     | Winkeleigenaar |
| Ken Ndiaye       | Smokkelaar     |